# جويسئة المناقع
جويسئة المناقع أو غاليوم المناقع (الاسم العلمي: Galium palustre)، نوع من الجويسئة المرعوي البري يقال أنه يخثر الحليب.
يكثر في المناقع والمروج الرطبة، موطنه الأصلي في كافة بلدان أوروبا، بالإضافة إلى المغرب، جزر الأزور، تركيا، تركمانستان، غرب سيبيريا، جرينلاند، شرق كندا، سانت بيير وميكلون، وأجزاء من الولايات المتحدة (في المقام الأول ميشيغان وشمال شرق، ولكن مع مجموعة منعزلة في ولاية تينيسي ومونتانا وواشنطن وأوريجون). يتم تصنيف هذا النوع كحشيش ضارة في نيويورك وبنسلفانيا وماساشوستس وكونيتيكت وفيرمونت ونيو هامبشاير. موطن في كامتشاتكا، أستراليا، نيوزيلندا والأرجنتين.

## معرض صور

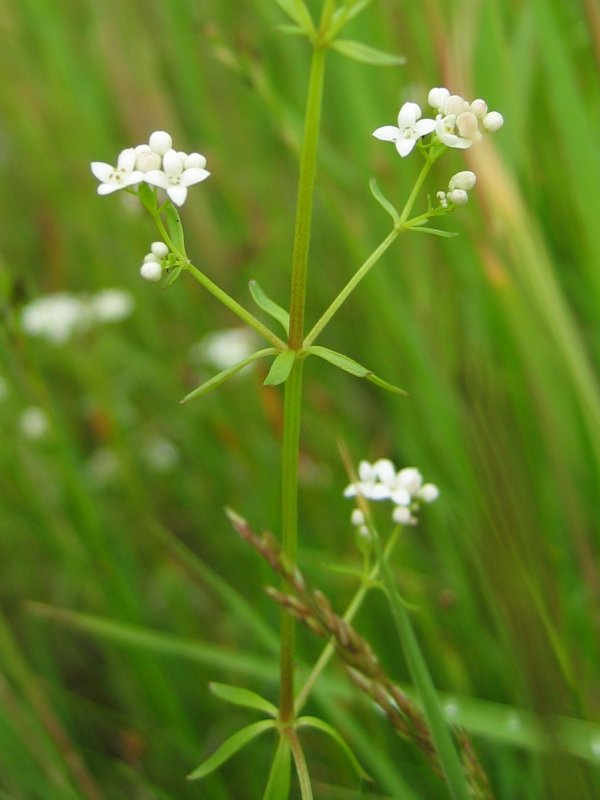
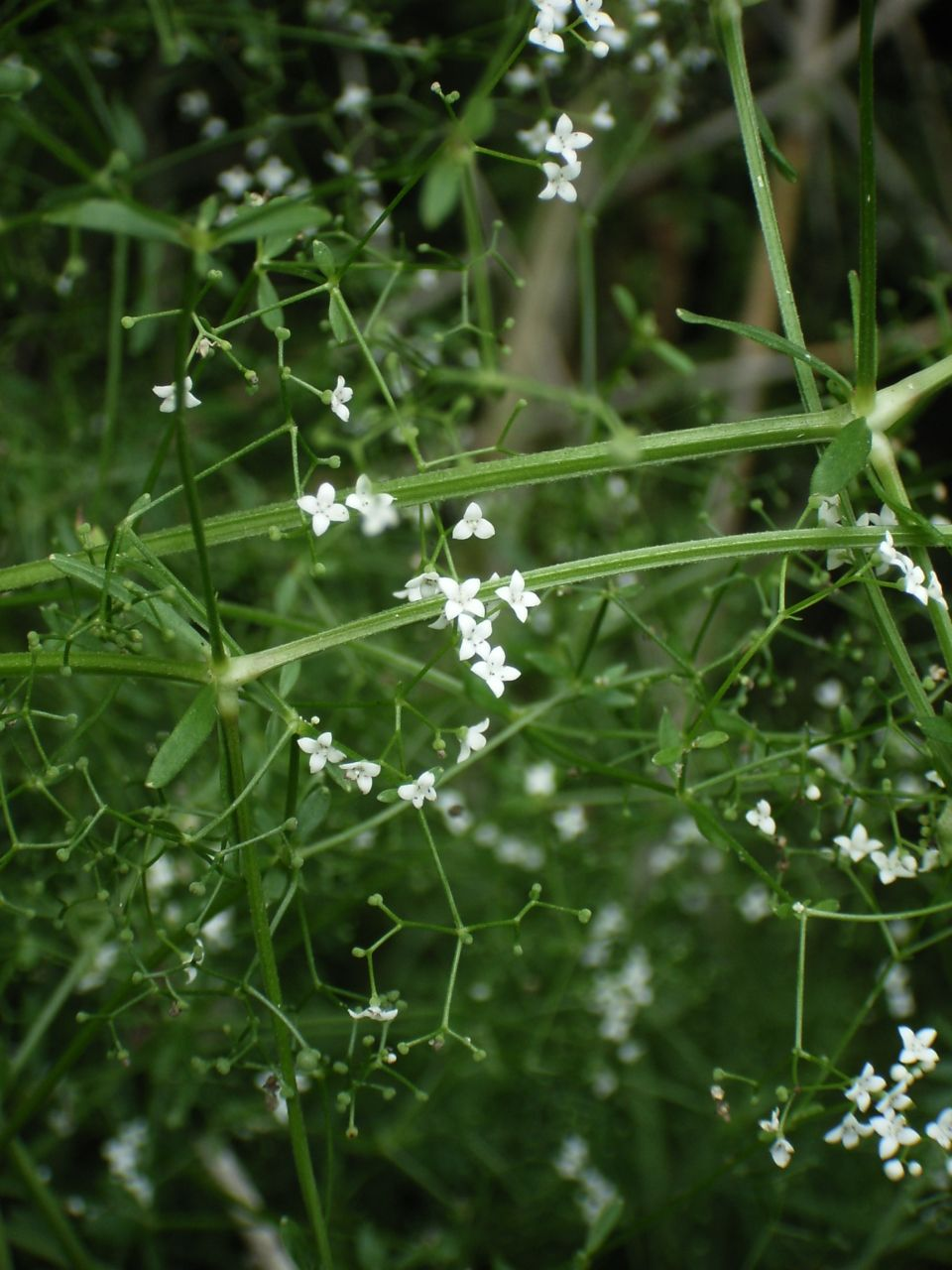
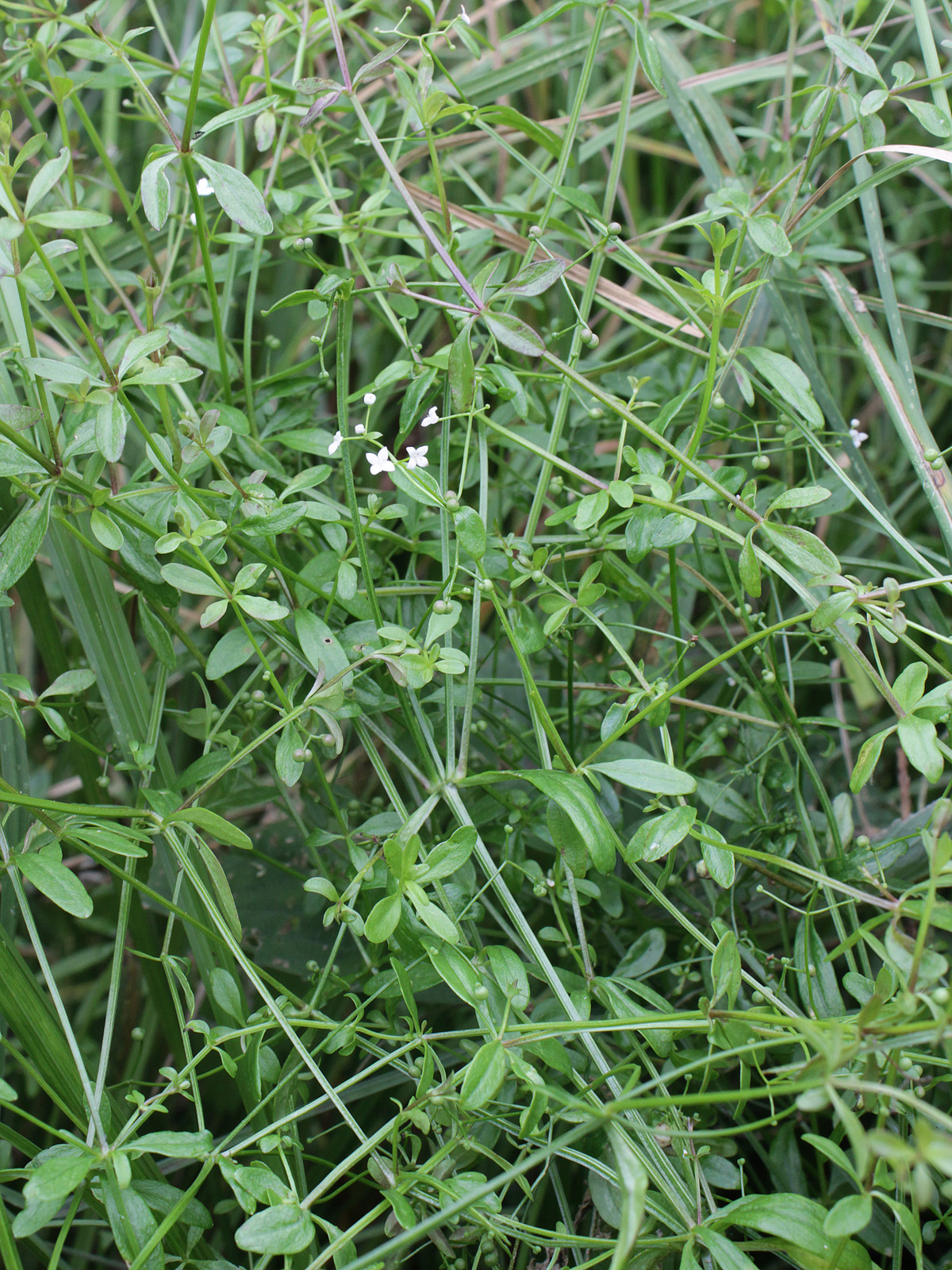